# Saint-Maur-des-Fossés
Saint-Maur-des-Fossés es una ciudad de Francia situada en el extrarradio sudoriental de París rodeada, casi por completo, por un meandro del Marne.

## Historia
En 639 se edificó una abadía en el territorio de lo que sería, más tarde, el municipio de Saint-Maur. Fue bautizada con el nombre de "Saint-Pierre du Fossés" en referencia al relieve del lugar, que desciende, con una pendiente muy pronunciada, hasta el Marne. En 868 se depositaron en la abadía las reliquias de San Mauro. En el siglo XII tuvo lugar un gran milagro, lo que indujo a los monjes a cambiar el nombre de la abadía que se llamó, desde entonces, Saint-Maur-des-Fossés. Se produjeron otros milagros y la abadía se convirtió en un lugar de peregrinación comparable, hoy, a Lourdes. Acudían peregrinos de toda Europa.
En el siglo XIII se construyó la iglesia de San Nicolás, de estilo gótico.
En el siglo XVI se levantó un castillo debajo de la abadía. Perteneció, sucesivamente, a las familias de los Médici y de Condé, pero fue abandonado a mediados del siglo XVIII y se destruyó. En la actualidad, la abadía ha desaparecido y en su lugar hay un parque en el que aún pueden verse algunas ruinas de la misma como, por ejemplo, la torre Rabelais, la villa Bourrières, o antiguas fortificaciones. En el lugar en el que se hallaba el castillo hay numerosas viviendas y una subestación de EDE.
Durante la Revolución francesa se le cambió el nombre por el de Vivant-sur-Marne.
En 1859, Saint-Maur pudo comunicarse con París por medio de una línea ferroviaria: la línea de La Bastille. Los parisinos podían divertirse acercándose a los bailes al aire libre que se celebraban a orillas del Marne. Esta línea continuó siendo explotada por la compañía SNCF hasta el 12 de diciembre de 1969, fecha en la que la línea fue cedida a la RATP. Así nació el RER. Esta línea cuenta en Saint-Maur-des-Fossés con cuatro estaciones: Saint-Maur-Créteil, Le parc de Saint-Maur, Champigny-sur-Marne y La Varenne-Chnnevières.
La ciudad estaba dividida inicialmente en dos municipios distintos: Saint-Maur, propiamente dicho, y La Varenne-Saint-Hilaire. La distinción en ambas subsiste todavía en los despachos administrativos y en el código postal: 94100 (Saint-Maur), 94210 (La Varenne).

## Geografía

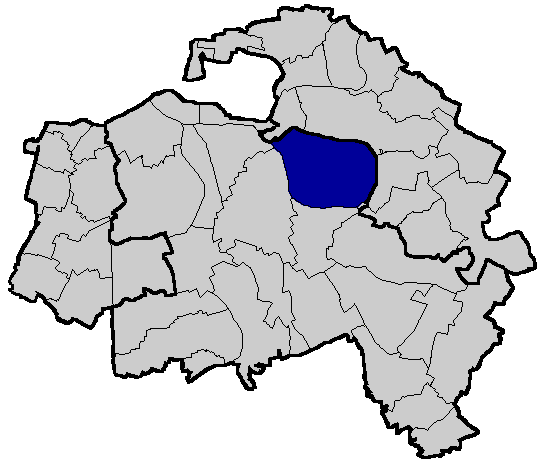
Localización de Saint-Maur-des-Fossés en el departamento Val-de-Marne

Saint-Maur se encuentra rodeado, casi por completo, por un meandro del Marne atravesado por cinco puentes: el puente de la Liberación (antiguamente llamado el Petit Parc), el puente de Champigny, el puente de Chenneviéres, el puente de Bonneuil y el puente de Créteil.
Actualmente, Saint-Maur está dividido en ocho barrios:
- Le Vieux Saint-Maur (Plaza de Armas, Abadía...)
- Saint-Maur-Créteil (Estación RER, el Parque de Saint-Maur, Estadio Chéron, piscina Brossolette, plaza de los Marronners, plaza de Tilleuls...)
- Adamville (Plaza Kennedy, Ayuntamiento, Teatro, Conservatorio, Biblioteca, Cine Lido...)
- Champignol (Estación RER Champigny...)
- La Varenne Saint-Hilaire (Estación RER La Varenne-Chenneviéres, Plaza del Mercado, Cine los 4 DEltas...)
- Les Mûriers (Plaza de los Molénes...)
- La Pie (Estadio de los Corneilles, piscina).

El conservatorio de Saint-Maur es un conservatorio regional con gran reputación.
La Plaza de los Marronniers tiene la particularidad de ser la segunda plaza más grande de la región de la Isla de Francia, después de la plaza de la Concordia. En el centro de la misma se halla la iglesia de Notre-Dame du Rosaire.
Existen una serie de pequeñas empresas, agrupadas especialmente en el sur de la ciudad.

## Demografía
| 800 | 561 | 700 | 711 | 1 609 | 1 073 | 1 561 | 1 565 | 2 431 | 3 944 | 5 621 | 7 438 | 8 433 | 10 492 | 15 802 | 17 333 | 20 503 | 23 035 | 28 238 | 33 852 | 40 183 | 49 745 | 57 164 | 56 740 | 55 520 | 64 387 | 70 397 | 77 251 | 80 920 | 80 811 | 77 206 | 73 069 | 75 400 | 75 748 |
| Para los censos de 1962 a 1999 la población legal corresponde a la población sin duplicidades (Fuente: INSEE [Consultar]) |     |     |     |       |       |       |       |       |       |       |       |       |        |        |        |        |        |        |        |        |        |        |        |        |        |        |        |        |        |        |        |        |        |

## Artistas de Saint-Maur
- Philibert de l'Orme, arquitecto

- Raymond Radiguet, escritor

- Francois Rabelais, escritor

- Louis Vuillermoz, pintor y litógrafo

- Roger Grellet, pintor

- Paul Girol, pintor

- Michel Riousset, escritor

- Jacques Tati, cineasta

- Charles Trenet,  cantante

- Manu Katché,  baterista

- Vanessa Paradis, actriz

## Personalidades ligadas a la ciudad
- Lucien Laurent, futbolista, autor del primer gol de la historia de la Copa Mundial de Fútbol.
- Jean Charles Maurice Grémion, general.
- Fernand Fournier-Aubry, aventurero y viajero.
- Natalie Dessay, cantante lírica.
- Laurent Naouri, barítono.
- Pierre Fulla, antiguo halterófilo y periodista deportivo.
- Francis Lemarque cantautor 1917-2002.
- Vanessa Paradis, cantante y actriz.
- Germaine Tailleferre, compositora y pianista.
- Paul Baron, futbolista y entrenador de fútbol.

## Artes
Festival de cine (cortometraje). 2008 : Actriz (Anne-Elisabeth Blateau), Grand Prix ("The Note", Jon Greenhalgh).

## Hermanamientos
- La Louvière (Bélgica), desde 1966

- Ziguinchor (Senegal) desde 1966

- Rímini (Emilia-Romaña) desde 1967

- Hamelín (Baja Sajonia) desde 1968

- Bognor Regis (Inglaterra) desde 1080

- Leiría (Portugal) desde 1982

- Pforzheim (Baden-Wurtemberg) desde 1989